# Lahnanen (sjö i Ristijärvi, Kajanaland, Finland)
Lahnanen eller Lahnajärvi är en sjö i Finland. Den ligger i kommunen Ristijärvi i landskapet Kajanaland, i den centrala delen av landet, 500 km norr om huvudstaden Helsingfors. Lahnanen ligger 134,3 meter över havet. Den är 9,4 meter djup. Arean är 1,39 kvadratkilometer och strandlinjen är 5,37 kilometer lång. Sjön  ingår i Uleälvens huvudavrinningsområde. 